# Leopold König
Leopold König, češki kolesar * 15. november 1987, Moravská Třebová, Češkoslovaška.
König je upokojeni češki profesionalni kolesar, ki je med letoma 2006 in 2019 tekmoval za ekipe PSK Whirlpool–Hradec Krlove, Team NetApp, Team Sky in Bora–Hansgrohe. Nastopil je na poletnih olimpijskih igrah leta 2016, kjer je osvojil enajsto mesto v kronometru. Na dirkah Grand Tour je nastopil petkrat in se na vseh treh uvrstil v prvo deseterico v skupnem seštevku. Na Dirki po Italiji je v svojem edinem nastopu leta 2015 osvojil šesto mesto v skupnem seštevku, na Dirki po Franciji leta 2014 sedmo mesto, na Dirki po Španiji pa deveto mesto leta 2013, ob tem je dosegel še eno posamično etapno zmago in eno na ekipnem kronometru. Leta 2016 je postal češki državni prvak v kronometru, leta 2011 je bil drugi na Dirki po Avstriji.